# FLOW (樂團)
FLOW是日本一組搖滾樂團，隸屬於Amuse旗下，1998年結成，2003年發行首張單曲後正式出道。代表作：《days》、《sign》、《go》。

## 成員
- KOHSHI（1977年4月22日－）

主唱，出生於埼玉県。本名：浅川甲史（あさかわ こうし）。
TAKE的兄長。LIVE會和TAKE一同彈結他、在歌曲『太陽』中也負責吹口琴。大部分歌詞也是由他創作。
由小學至高中致力於田徑賽，中學時曾參加過全國比賽。高中時主要是跨欄選手，也曾參加4X400m接力。
於2021年1月29日宣布結婚，為最後一個結婚的成員。
雙主唱組成的原因是因為KOHSHI認為「一個人唱歌實在太累了!」
- KEIGO（1977年7月1日－）

主唱，出生於東京都。本名：林圭吾（はやし けいご）。
在雜誌的採訪上說是足球愛好家、跟足球選手卷誠一郎是好友。
偶爾會負責作詞，也會和KOHSHI一起創作。喜歡的女性是「和自己有同樣笑容的人」。 
高中和KOHSHI為同校同年級同社團，專門練短跑，100公尺以11秒0速度跑完，也曾與KOHSHI一起4X400m接力。
對流行也有所拘泥，特別是對「Chrome Hearts」。 
- TAKE（1978年8月31日－）

吉他手／合唱。出生於埼玉県。本名：浅川岳史（あさかわ たけし）。KOHSHI的弟弟。
成員中年紀最小的一位，是隊長（到2007年7月）。「TAKE」的名字來自本名的「岳史（Takeshi）」。
從小和哥哥KOHSHI興趣相疊，會一起畫漫畫一起練吉他。人生中第一把吉他是KOHSHI買自己的吉他時，一起買來給他的。(但是TAKE的吉他錢是從TAKE的存款扣除)。
大部分歌曲是由他作曲。在『Everything all right』『Hands』『Love Dub』『メロス』中也負責作詞，
（和KEIGO共同創作「メロス」）。 經常在PV轉換髮型。
- GOT'S（1977年1月26日－）

貝斯手／合唱。出生於新潟県。本名：後藤康太郎（ごとう こうたろう）。
偶爾會負責作曲。「GOT'S」的名字來自本名的「後藤」。
有重度的畏高症，一直以紅色的髮型為標志。
和TAKE共同創作『Around the world』。天然系。 
- IWASAKI（1969年11月21日－）

鼓手。出生於大阪府。本名：岩崎博詞（いわさき ひろし）。
成員中年紀最大的前輩。前職是便當店的店長。『ドリームエクスプレス』中負責作詞（和KOHSHI共同創作）。
被玩弄系。在占卜結果中，因為運氣上升中而自2007年8月成為新隊長。

## 活動履歷
- 1998年、FLOW結成（最初成員只有KOHSHI和TAKE）。名字的來歷是因為唸起來不錯聽。
- 1999年、大學時的KOHSHI因創作歌曲時忘記編入換氣點，於是打電話邀請每次都會來看FLOW演出的高中同學KEIGO(不同班但同為田徑隊)加入。電話中KOHSHI沒有事先跟KEIGO做任何說明，劈頭就是：「恭喜你入選為FLOW的vocal。」對此KEIGO雖然搞不清楚狀況但仍然回他：「欸？謝謝！」。之後不久，貝斯的GOT'S也加入。
- 2000年、鼓手IWASAKI加入。最開始成員們因為IWASAKI身上滿是刺青而不想邀請他，但因為身旁都沒有鼓手有意願加入，因此將詢問IWASAKI祭為最後手段來邀請他加入。
- 2002年、8/3發售沖繩限定盤單曲『SUNSHINE 60』，1000張即日完售（FM沖繩「背面王牌」海圖首次登場第7位）
- 2003年、出道。
- 2005年、KEIGO遇到車禍事故受傷。由於這個影響「代々木第2体育館·カウントダウンライブ」，要中止和延期。
- 2006年、KEIGO復歸。紀念LIVE『開幕戰』召開。
- 2006年年末－2007年1月1日，原本中止了的2005年年末的カウントダウンライヴのリベンジ的再次召開，稱作的「FLOW Countdown Live 2006-2007『キズナファクトリー ～ディファ年明け～』」召開。
- 2007年，迎接了出道5週年。
- 2007年11月、和友好的HOME MADE 家族一起首次創作曲子
- 2008年9月20日、在日本武道館完成「アイル」的全國巡回演出最終回
- 2009年1月28日、發行「#5」的專輯，是5周年紀念活動中最後一張唱片，並且在2月28日舉行「#5」的全國巡回演出
- 2018年與GRANRODEO一同舉行《FLOW×GRANRODEO 1st LIVE TOUR “Howling”》巡迴演唱會，於10、11日在台灣舉辦 [1] 。

## 地下時期

### 單曲
1. SUNSHINE 60（2002年8月31日）
  - 最高順位202位　売上枚数0.1万枚

c/w BCG/Everything all right／パラサイト／Who Needs Baby
2. Like a Rolling Snow（2002年11月27日）
c/w サムライムアフロ／日々道々／KA-ZA-A-NA／サニーサイドサーキット
3. 贈る言葉（2003年1月15日）
  - 最高順位6位　売上枚数26.6万枚

c/w 僕に捧げるバラード
4. メロス（2003年4月30日）
  - 最高順位10位　売上枚数4.2万枚

### 專輯
1. FLOW #0（2001年10月23日）
プラネットウォーク／Make yourself/Go Places/7th Heaven
2. SPLASH!!!～遥かなる自主制作BEST～（2003年5月21日、発売はメジャー）
  - 最高順位2位　売上枚数18.0万枚

SUNSHINE60/Everything all right／メロス／日々道々／海へ行こう／Go Places／プラネットウォーク／サニーサイドサーキット／Like a Rolling Snow／僕に捧げるバラード／Who Needs Baby／贈る言葉（album version）

## 出道

### 單曲
1. ブラスター（2003年7月21日）
  - 最高順位12位　売上枚数1.7万枚

c/w ノスタルジア／From 9 to 0
2. ドリームエクスプレス（2003年9月21日）
  - 最高順位9位　売上枚数3.8万枚

c/w 再見／ATTACK26
3. 流星／シャリララ（2004年2月18日）
  - 最高順位12位　売上枚数4.8万枚

c/w 3秒前／流星～吹奏楽団バージョン～
4. GO!!!（2004年4月28日）
  - 最高順位6位　売上枚数12.1万枚

c/w RISING DRAGON/MY LIFE/GO!!!~VOCALLESS MIX~/GO!!!~NARUTO OPENING MIX~
動畫『火影忍者』4th Opening Theme
5. Life is beautiful（2004年11月3日）
  - 最高順位28位　売上枚数1.1万枚

c/w Fiesta/VISION
6. Rookie/Stay Gold（2005年4月27日）
  - 最高順位32位　売上枚数1.3万枚

c/w SHINE
『内村プロデュース』2005年4月－6月 Ending Theme
7. DAYS（2005年6月1日）
  - 最高順位3位　売上枚数10.0万枚

c/w Journey/Fun Time Delivery/DAYS～EUREKA OPENING MIX～
動畫『交響詩篇』1st Opening Theme
8. Garden～Summer Edit～（2005年8月3日）
  - 最高順位50位　売上枚数0.3万枚

フジテレビ系「ウチくる!?」Ending Theme c/w Since...
9. Re:member（2006年5月31日）
  - 最高順位12位　売上枚数2.3万枚

c/w Your song／カレイドスコープ／Re:member -Vocalless Mix-/Re:member -NARUTO Opening Mix-
動畫『火影忍者』8th Opening Theme
10. Around the world/KANDATA（2006年9月13日）
  - 最高順位23位　売上枚数0.8万枚

c/w KANDATA/Shakys/Around the world -Vocalless Mix-/KANDATA -Vocalless Mix-
スズキ・スイフト廣告歌曲
11. COLORS（2006年11月8日）
  - 最高順位2位　売上枚数5.5万枚

c/w アストロスライダー／Love Dub/COLORS -CODE GEASS OPENING MIX-
動畫『Code Geass 反叛的魯路修』Opening Theme
12. Answer（2007年8月1日）
  - 最高順位7位　売上枚数8.5万枚

c/w Electric circus/Steppers high/Answer (instrumental)
日劇『探偵学園Q』Opening Theme
13. 冬の雨音/NIGHT PARADE（2007年11月28日）
  - 最高順位19位　売上枚数1.0万枚

c/w 冬の雨音／NIGHT PARADE by FLOW ∞ HOME MADE 家族／Image／冬の雨音 -Instrumental-/NIGHT PARADE by FLOW ∞ HOME MADE 家族 -Instrumental-
日本テレビ「音燃え!」11月Opening theme
日本テレビ「歌スタ!!」12月のお題歌
TBS系全国ネット『スーパーサッカーPLUS』Theme
14. ありがとう（2008年2月20日）
  - 最高順位25位　売上枚数0.5万枚

c/w 旅人／ありがとう -Instrumental-
15. WORD OF THE VOICE（2008年6月4日）
  - 最高順位15位　

c/w ESCA/Always
動畫『PERSONA -trinity soul-』2nd Opening Theme
16. WORLD END（2008年8月13日）
  - 最高順位4位　売上枚数3.2万枚

c/w LEATHER FACE/I WILL/WORLD END -CODE GEASS Opening Mix-
動畫『Code Geass 反叛的魯路修 R2』2nd Opening Theme
17. SNOW FLAKE 〜記憶の固執〜/PULSE（2008年12月10日）
  - 最高順位24位　

c/w Phantom
PULSE：X-TRAIL JAM in TOKYO DOME '08官方主題曲
SNOW FLAKE～記憶の固執～：TBS系『ランク王国』12月～1月片尾曲
18. Sign（2010年1月13日）
  - 最高順位4位　

動畫《火影忍者疾風傳》6th Opening Theme
19. CALLING （2010年5月12日）
  - 最高順位21位　

動畫《HEROMAN》1th Ending Theme
20. 旅立ちグラフィティ（2010年11月24日）
  - 最高順位32位
21. 1/3の純情な感情（2011年3月9日）
  - 最高順位20位
22. Hey!!!（2011年8月31日）
  - 最高順位23位

動畫《惡魔奶爸》3rd Opening Theme
23. ロッククライマーズ（2012年2月22日）
  - 最高順位43位
24. ブレイブルー（2012年9月5日）
動畫《交響詩篇AO》2nd Opening Theme
  - 最高順位12位
25. HERO 〜希望の歌〜/CHA-LA HEAD-CHA-LA（2013年3月20日）
劇場版動畫《龍珠Z 神與神》Theme「CHA-LA HEAD-CHA-LA」
劇場版動畫《龍珠Z 神與神》Insert 「HERO 〜希望の歌〜」
  - 最高順位24位
26. 常夏エンドレス（2013年9月4日）
  - 最高順位35位
27. 愛愛愛に撃たれてバイバイバイ（愛愛狠擊後說拜拜）（2014年2月26日）
動畫《武士法林明哥》2nd Opening Theme
  - 最高順位44位
28. 7 -seven-（2014年11月26日）*FLOW×GRANRODEO名義合唱
動畫《七大罪》Season1 1st Ending Theme
  - 最高順位10位
29. 虹の空（2015年8月12日）
動畫《火影忍者疾風傳》34th Ending Theme
  - 最高順位34位
30. Steppin' out（2016年1月20日）
動畫《無頭騎士異聞錄 DuRaRaRa!!×2》3rd Opening Theme
  - 最高順位18位
31. 風ノ唄/BURN（2016年8月24日）
動畫《熱情傳奇 The X》Season1 Opening Theme 「風ノ唄」
動畫《熱情傳奇 The X》Season1 EP6 Ending Theme 「BURN」
  - 最高順位17位
32. INNOSENSE（2017年2月8日）
動畫《熱情傳奇 The X》Season2 Ending Theme
  - 最高順位14位
33. Howling（2018年1月24日）*FLOW×GRANRODEO名義合唱
動畫《七大罪 戒律的復活》Opening Theme
  - 最高順位12位
34. 音色/Break it down（2018年8月29日）
  - 最高順位37位
35. 新世界（2021年1月13日）
動畫《闇影詩章》3rd Opening Theme
  - 最高順位29位
36. United Sparrows（2021年5月26日）
動畫《BACK ARROW》2nd Ending Theme
  - 最高順位50位
37. DICE（2021年12月15日）
動畫《15周年 Code Geass 反叛的魯路修》1st Opening Theme
  - 最高順位22位
38. GOLD（2022年4月27日）
動畫《BORUTO-火影新世代-NARUTO NEXT GENERATIONS-》10th Opening Theme
  - 最高順位37位
39. デイドリーム ビリーヴァー（2022年11月16日）
動畫《15周年 Code Geass 反叛的魯路修》2nd Opening Theme*FLOW×ORANGE RANGE名義合唱
  - 最高順位32位
40. GET BACK（2023年11月22日）
動畫《重生者的魔法一定要特別》Season1 Opening Theme
  - 最高順位40位

### 數位限定單曲
1. 烈火（2024年1月9日）
中國動畫《烈火澆愁》日本語.ver Opening Theme
  - 最高順位40位

### 專輯
1. GAME（2004年5月26日）
  - 最高順位4位　売上枚数17.9万枚

GO!!!／ブラスター／流星／Without you／太陽／Surprise／ノスタルジア／シャリララ／集中治療室-I.C.U.- / MC2=E／その先には…／ドリームエクスプレス／Hands
2. Golden Coast（2005年7月20日）
  - 最高順位9位　売上枚数5.7万枚

Dear / Rookie / Monster / Days～Album Version～ / Garden / Party Crazy / No Limit / Change Up!!!／夕日の坂道／Stay Gold / Blue Bird / Funk-a-style / Realize / Life is beautiful
3. アイル（2008年3月19日）
  - 最高順位7位　売上枚数2.2万枚

Answer / Re:member(Album Mix)／冬の雨音／椿／Welcome to my misery / Carry on / COLORS(Album Mix)／陽だまり feat.azumi from wyolica / Smells like thirty spirit / SURVIVE ～mission No.149～ / NIGHT PARADE by FLOW ∞ HOME MADE家族／Around the world(Album Mix)／太陽の唄／ありがとう
4. #5（2009年1月28日）
  - 最高順位7位　

WORLD END / HEAVENLY STARS / PULSE / SNOW FLAKE ～記憶の固執～ (ALBUM VERSION) / ANTHEM / BRAND-NEW DAY / 赤いサイレン / アンタレス / MUSIC / WORD OF THE VOICE / バタフライ / 学園天国 [BONUS TRACK]
5. MICROCOSM （2010年6月16日）
  - 最高順位9位　

-ECHOES- / CALLING / SIGN / UNION / ATMOSPHERE / PLANETARIUM / -CORE- / FREEDOM / ENEMY / SOUL RED / LUNA / TONIGHT / AMBIENCE / TO-O-KU-E /-F.O.E-
6. BLACK & WHITE （2012年2月22日）
  - 最高順位29位　

Hey!!! / ロッククライマーズ / 革命 / この際はっきりさせとこうか! / 感情行進曲 / チェルシーガール / おはようジャポニカ / BLACK & WHITE / 旅立ちグラフィティ / 光 / ON THE LINE

### 迷你專輯
1. NUTS BANG!!! （2009年7月22日）
NUTS BANG!!! / SUMMER FREAK / Bring it on! / 黄昏サマーデイズ　/ SURFIN'U.S.A

### 精選專輯
1. FLOW THE BEST（2006年12月20日）
  - 最高順位4位

COLORS/Around the world/Re:member/Garden/DAYS/Rookie/Life is beautiful/GO!!!／流星／ドリームエクスプレス／ブラスター／メロス／贈る言葉／Melody
2. カップリングコレクション（2009年11月4日）
  - 最高順位25位
3. FLOW ANIME BEST（2011年4月13日）
  - 最高順位5位

GO!!!/DAYS/Realize/Re:member/COLORS/WORD OF THE VOICE/WORLD END/SUMMER FREAK/Sign/CALLING/1/3の純情な感情/FLOW ANIME OP・ED Size Special/Collection/FLOW - 2 ANIMEny DJ's MEGAMIX -/METAL BLADE HIGH-SCHOOL

### 獎項
- 由 TAKESHI ASAKAWA 作曲的動畫《火影忍者》（第1輯）第2首香港版主題曲由胡諾言主唱的《忍舞》於2008年度新城勁爆兒歌頒獎禮奪得「新城勁爆兒歌」獎

### DVD
1. The Play Off～GAME1～（2004年12月1日）
2. Countdown Live 2006-2007 『キズナファクトリー ～ディファ年明け～』（2007年3月21日）
3. FLOW THE VIDEO (2008年9月3日)
4. FLOW LIVE TOUR 2007-2008 「アイル」FINAL at日本武道館（2008年12月24日）
5. FLOW FIRST ZEPP TOUR 2011「ON THE LINE」（2011年9月21日）

## 電台
- FLOW キャプテン26!（TOKYO FM系、毎週金曜25:30 - 26:00）

## 外部連結
- FLOW OFFICIAL SITE （页面存档备份，存于） - 公式ウェブサイト
- FLOW的Facebook專頁
- FLOW的X（前Twitter）（2011年8月よりスタートした。主にTAKEが更新していたが現在はスタッフによる更新）
- 公式Instagram （页面存档备份，存于）
- YouTube上的FLOW Official YouTube Channel頻道